# Udavač Bart
Udavač Bart (v anglickém originále Bart the Fink) je 15. díl 7. řady (celkem 143.) amerického animovaného seriálu Simpsonovi. Scénář napsal John Swartzwelder na námět Boba Kushella a díl režíroval Jim Reardon. V USA měl premiéru dne 11. února 1996 na stanici Fox Broadcasting Company a v Česku byl poprvé vysílán 2. prosince 1997 na stanici ČT1.

## Děj
Po smrti pratety Hortense se rodina Simpsonových účastní čtení její závěti. Poté, co každý člen rodiny obdrží 100 dolarů, nechá Marge Barta a Lízu založit bankovní účty, aby je naučila finanční zodpovědnosti. Bart je z nového účtu nadšený a vypisuje šeky pro své přátele. 
Aby získal autogram Šáši Krustyho, strčí Bart šek Krustymu do kapsy v domnění, že s měsíčním výpisem z účtu dostane i jeho podpis. Když Bart šek obdrží, je místo podpisu opatřen razítkem. Zděšený Bart přinese šek do banky a doufá, že Krustyho donutí, aby ho podepsal. Podezřívavý bankovní úředník si všimne, že na Krustyho razítku je uvedena holdingová společnost z Kajmanských ostrovů, a začne vyšetřování; brzy je Krusty odhalen jako jeden z největších daňových podvodníků v americké historii. 
Finanční úřad převezme kontrolu nad Krustyho majetkem a jeho show, omezí jeho okázalý životní styl a zároveň vydraží většinu jeho majetku. Deprimovaný Krusty narazí se svým letadlem do svahu hory a je prohlášen za mrtvého. Bart vidí ve městě Krustyho dvojníka a myslí si, že je možná stále naživu. S Lízinou pomocí zjistí, že Krusty se převlékl za Roryho B. Bellowse, zkušeného přístavního dělníka. Bart a Líza ho přesvědčí, aby se vrátil ke svému dřívějšímu životu jako Krusty, kterého si podle nich váží víc než učitelů a vědců. Krusty pohřbí své falešné jméno při „nehodě na lodi“, aby získal životní pojistku, čímž skončí jeho daňové problémy.

## Produkce
Díl napsal John Swartzwelder, ale s nápadem na něj přišel Bob Kushell. Epizoda byla založena na „velkých daňových problémech“, které v té době měly některé celebrity, například country zpěvák Willie Nelson. Nápad, aby Krusty předstíral vlastní smrt, chtěl produkční tým realizovat už dlouho a inspirovaly ho zvěsti o tom, že americký herec Andy Kaufman předstíral svou smrt. Bill Oakley a Josh Weinstein, showrunneři sedmé a osmé řady Simpsonových, přišli se začátkem dílu, v němž rodina stráví noc ve strašidelném domě, jako se ztělesněním „nejhrubšího začátku každé hrubky“, ale s komediálním obratem, že rodina v domě nepotkala žádné duchy a měla „nejlepší spánek v životě“. Podobný vtip, rýpající si do klišé, byl použit v epizodě 5. řady Homer miluje Flanderse, přičemž obě epizody měly stejný model strašidelného domu. 
Epizodu režíroval Jim Reardon. Konzultant David Mirkin navrhl, aby animátoři přidali do dílu „nějaké vtipné věci“, které by jej „okořenily“, například oblek gorily, který nosí jeden ze zaměstnanců banky. Po nahrání scén se ukázalo, že epizoda je příliš dlouhá. Weinstein uvedl, že jedním z důvodů bylo, že Krusty mluví velmi pomalu, což protahuje čas. Do společnosti Film Roman směli poslat pouze dvacetiminutový zvukový záznam, který měli animovat, ale zvuková stopa epizody měla 26 minut. V epizodě hostoval americký herec Bob Newhart v roli sebe sama. Podle Oakleyho Newhart také mluvil velmi pomalu a museli vystřihnout více než polovinu jeho nahraných replik. Mnozí ze scenáristů byli Newhartovými velkými fanoušky a všichni chtěli vidět, jak nahrává své repliky. Oakley a Weinstein se rozhodli zastavit produkci, aby mohl celý štáb scenáristů jít do nahrávacího studia. Epizoda se nahrávala ve velké místnosti, což vyžadovalo, aby tam všichni byli velmi potichu. Newhartovi trvalo dvě a půl minuty, než nahrál svůj první záběr, a protože se během této doby nikdo nesměl smát, v místnosti po jeho skončení nastal „výbuch“ smíchu. Kvůli časovému limitu byly z epizody vystřiženy také části vystoupení Phila Hartmana v roli Troye McClurea.

## Kulturní odkazy
Název epizody je hříčkou s filmem Barton Fink z roku 1991. Krustyho letadlo „I'm-on-a-rolla-Gay“ je parodií na letadlo Enola Gay B-29, které za druhé světové války shodilo atomovou bombu na japonské město Hirošima.
Krustyho ilegální „účetní“ z Kajmanských ostrovů je vymodelován podle herce Sydneyho Greenstreeta, zejména podle jeho role ve filmu Casablanca. Swartzwelder se objeví na Krustyho pohřbu s loutkou žabáka Kermita na ruce.

## Přijetí
V původním vysílání skončil díl v týdnu od 5. do 11. února 1996 na 64. místě v žebříčku sledovanosti s ratingem 8,7. Epizoda byla pátým nejlépe hodnoceným pořadem na stanici Fox v daném týdnu po Melrose Place, Aktech X, Beverly Hills 90210 a Ženatém se závazky.
Díl získal od televizních kritiků vesměs pozitivní hodnocení. Colin Jacobson z DVD Movie Guide označil epizodu za „vítěznou“ a pochválil ji za vtip „sto tacos za 100 dolarů“. Jennifer Malkowski z DVD Verdict uvedla, že nejlepší částí epizody je, když Homer utěšuje Barta po Krustyho smrti ujištěním, že i on se může zítra probudit mrtvý.
V knize I Can't Believe It's a Bigger and Better Unofficial Simpsons Guide Warren Martyn a Adrian Wood komentují, že díl je „velmi rychlý a velmi dobrý, se spoustou gagů a efektivních kulis. Zvlášť nezapomenutelný je chvalozpěv Boba Newharta na Krustyho.“ Autoři knihy Media, home, and family, Stewart Hoover, Lynn Schofield Clarková a Diane Altersová, napsali, že „Krusty nakonec zkušeně dokazuje pravdu o finančním úřadu: ničí finanční a citový život mnoha lidí“.
William Irwin, autor knihy The Simpsons and Philosophy: The D'oh! of Homer, rovněž ocenil použití IRS v dílu k předání poselství, že „nikdo z nás nemůže uniknout nevyhnutelným daním“. Chris Turner navíc tvrdí, že díl nabízí „pádnou odpověď na otázku, proč by tak zjevně mizerný svět podvodníků a šejdířů mohl být pro mnohé tak lákavý“.